# Jasmine Verbruggen
Pour les articles homonymes, voir Verbruggen.
Jasmine Verbruggen est une joueuse de football belge née le 30 mars 1996.

## Palmarès
Avec le Standard de Liège
- Championne de Belgique (1) : 2017
- Championne de Belgique D1 (1) : 2016
- Championne de Belgique D2 (1) : 2013
- Championne de la Province de Liège (1) : 2014
- Vainqueur de la Coupe de la Province de Liège (1) : 2014

### Bilan
- 5 titres

## Statistiques

### Ligue des Champions
- 2016-2017 : 1 match avec le Standard de Liège